# Тождество Кассини
Тождество Кассини — тождество, утверждающее, что для {\displaystyle n}-го числа Фибоначчи выполняется следующее соотношение:
{\displaystyle F_{n-1}F_{n+1}-F_{n}^{2}=(-1)^{n}}.
Тождество Каталана обобщает это соотношение:
{\displaystyle F_{n}^{2}-F_{n-r}F_{n+r}=(-1)^{n-r}F_{r}^{2}}.
Формула Кассини была открыта в 1680 году Джованни Кассини, бывшим в то время директором Парижской обсерватории, доказана Робертом Симсоном в 1753 году. В 1879 году Эжен Каталан обобщил результат.
Быстрое доказательство тождества Кассини можно дать, если представить левую часть тождества в виде определителя матрицы из чисел Фибоначчи размером 2×2, показав, что эта матрица является {\displaystyle n}-ой степенью матрицы с определителем −1:
{\displaystyle F_{n-1}F_{n+1}-F_{n}^{2}=\det \left[{\begin{matrix}F_{n+1}&F_{n}\\F_{n}&F_{n-1}\end{matrix}}\right]=\det \left[{\begin{matrix}1&1\\1&0\end{matrix}}\right]^{n}=\left(\det \left[{\begin{matrix}1&1\\1&0\end{matrix}}\right]\right)^{n}=(-1)^{n}}